# Monanthotaxis stenosepala
Monanthotaxis stenosepala är en kirimojaväxtart som först beskrevs av Adolf Engler och Friedrich Ludwig Diels, och fick sitt nu gällande namn av Bernard Verdcourt. Monanthotaxis stenosepala ingår i släktet Monanthotaxis och familjen kirimojaväxter. Inga underarter finns listade i Catalogue of Life.